# Park Władysława Czarneckiego w Poznaniu
Park Władysława Czarneckiego w Poznaniu (dawniej: Park XXX-lecia PRL) – park zlokalizowany na poznańskich Winogradach, na terenie Osiedla Przyjaźni, w bezpośrednim sąsiedztwie pętli tramwajowej Połabska, częściowo wzdłuż Alej Solidarności. 

## Charakterystyka
Nazwa parku upamiętnia związanego z Poznaniem architekta – Władysława Czarneckiego. W pobliżu pętli tramwajowej znajduje się jego pomnik. Park zaaranżowano częściowo na terenach dawnych budynków gospodarczych spółdzielni mieszkaniowej i zdewastowanych nieużytkach. Pamiątką przeszłości są betonowe fragmenty (cumy) dawnej Zeppelinhali.
W 2014 na terenie parku oddano do użytku siłownię dla seniorów.
W północnej części parku stoją: supermarket Kaufland oraz biurowiec Winogrady Business Center.
Dojazd zapewniają tramwaje linii 7 i 19 oraz autobusy linii miejskich 170, 171, 183, 174, 191 i podmiejskich 313, 322.

## Bibliografia

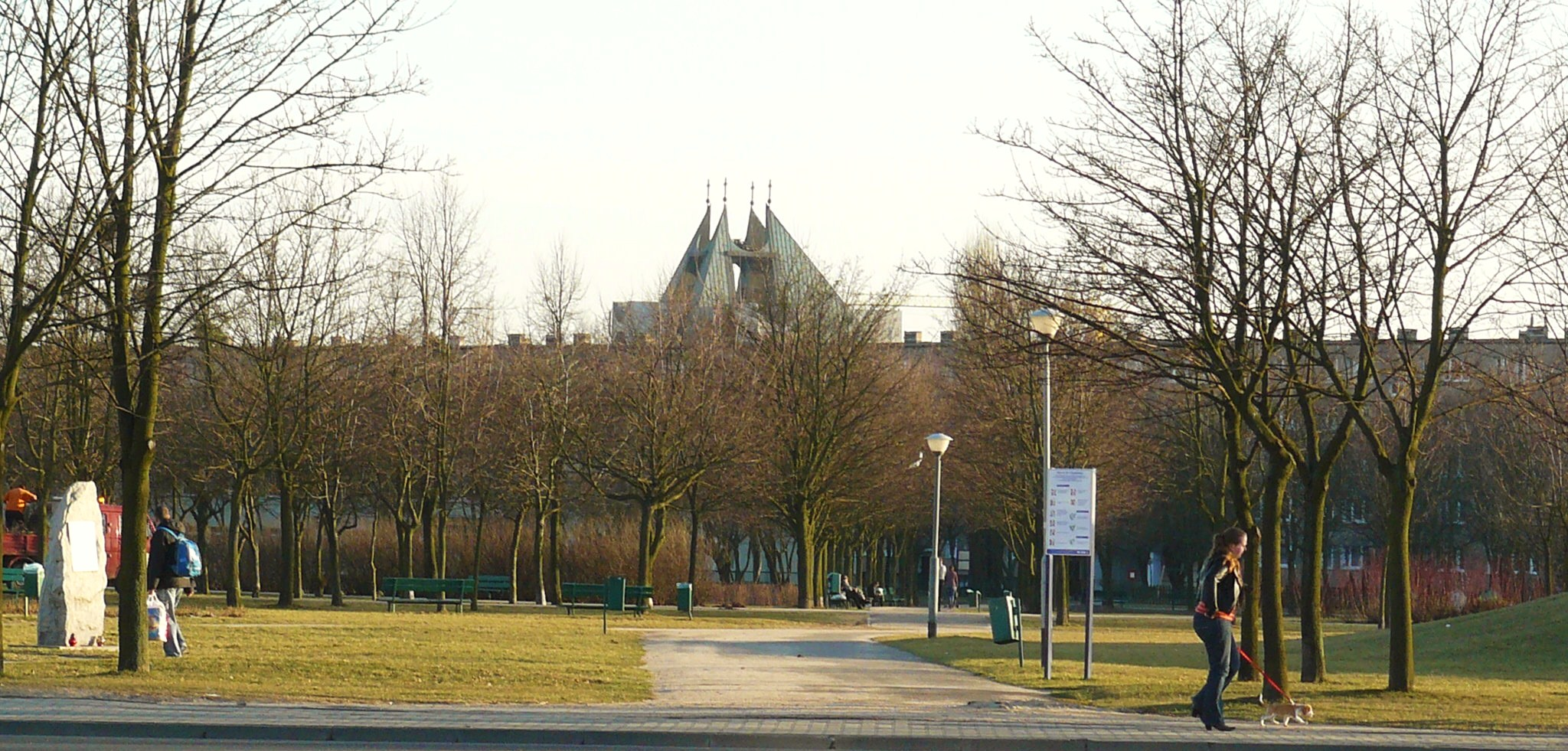
Widok od strony Alei Solidarności - w tle kościół św. Jana Bosko